# 14016 Steller
14016 Steller (1994 BJ4) là một tiểu hành tinh vành đai chính được phát hiện ngày 16 tháng 1 năm 1994 bởi E. W. Elst và C. Pollas ở Caussols.